# Grand Prix WMRA 2010
Navigation
2009 2011
Le Grand Prix WMRA 2010 est la douzième édition du Grand Prix WMRA, compétition internationale de courses en montagne organisée par l'association mondiale de course en montagne.

## Règlement
Le barème de points est identique à l'année précédente. Le calcul est identique dans les catégories féminines et masculines. Le score final cumule les 4 meilleures performances de la saison. Pour être classé, un athlète doit participer à au moins deux épreuves.
| Classement                                | 1er | 2e  | 3e | 4e | 5e | 6e | 7e | 8e | 9e | 10e | 11e | 12e | 13e | 14e | 15e | 16e | 17e | 18e | 19e | 20e | 21e | 22e | 33e | 24e | 25e | 26e | 27e | 28e | 29e | 30e |
| ----------------------------------------- | --- | --- | -- | -- | -- | -- | -- | -- | -- | --- | --- | --- | --- | --- | --- | --- | --- | --- | --- | --- | --- | --- | --- | --- | --- | --- | --- | --- | --- | --- |
| Points pour les championnats et la finale | 120 | 102 | 90 | 84 | 78 | 72 | 66 | 60 | 54 | 48  | 42  | 37  | 32  | 29  | 26  | 23  | 21  | 19  | 17  | 15  | 13  | 11  | 9   | 8   | 7   | 6   | 5   | 4   | 3   | 2   |
| Points pour les courses de 1er niveau     | 100 | 85  | 75 | 70 | 65 | 60 | 55 | 50 | 45 | 40  | 35  | 30  | 27  | 24  | 22  | 20  | 18  | 16  | 14  | 12  | 10  | 19  | 8   | 7   | 6   | 5   | 4   | 2   | 2   | 1   |
| Points pour les courses de 2e niveau      | 50  | 42  | 37 | 33 | 30 | 27 | 24 | 21 | 18 | 16  | 14  | 12  | 10  | 8   | 6   | 5   | 4   | 3   | 2   | 1   | 0   | 0   | 0   | 0   | 0   | 0   | 0   | 0   | 0   | 0   |

## Programme
Le calendrier se compose de cinq courses.
| Nom de la course                 | Distance               | Dénivelé                              | Pays     | Date             |
| -------------------------------- | ---------------------- | ------------------------------------- | -------- | ---------------- |
| Montée du Grand Ballon           | 13,2 km () / 9,0 km () | +1 160 m/-110 m () / +850 m/-110 m () | France   | 13 mai 2010      |
| Harakiri-Run                     | 10,4 km                | +1 170 m                              | Autriche | 1er août 2010    |
| Course de montagne du Feuerkogel | 10 km                  | +1 250 m                              | Autriche | 8 août 2010      |
| Championnats du monde            | 12 km () / 8,5 km ()   | +1 220 m () / +960 m ()               | Slovénie | 5 septembre 2010 |
| Course de Šmarna Gora            | 10 km                  | +710 m/-340 m                         | Slovénie | 2 octobre 2010   |

## Résultats

### Hommes
La montée du Grand Ballon, seule épreuve de 2e niveau, n'attire que peu de coureurs étrangers. Les Français, Julien Rancon en tête, s'approprient le podium. David Schneider termine quatrième. Les coureurs kényans prennent un bon départ sur le plat à Mayrhofen mais arrivés à la terrible montée de la piste Harakiri, ils lèvent le pied. Ahmet Arslan s'envole en tête, seulement suivi par Jonathan Wyatt. Le Suisse Schneider termine troisième. La course de montagne du Feuerkogel se déroule dans une atmosphère lourde à la suite de la mort du président Günther Lemmerer la veille dans un accident de voiture. Sur un parcours légèrement modifié, Ahmet Arslan décroche sa seconde victoire d'affilée. Il devant les Kényans Isaac Toroitich Kosgei et Christopher Chebusit Kipchirchir. Les championnats du monde à Kamnik sont dominés par les coureurs africains. Samson Kiflemariam remporte le titre devant son compatriote Azerya Teklay. L'Ougandais Geoffrey Kusuro complète le podium. Lors de la finale à Šmarna Gora, Ahmet bat à nouveau Wyatt pour aller remporter la victoire et la coupe. Robert Krupička termine sur la troisième marche du podium devant David Schneider qui se classe troisième du Grand Prix.
- 2e niveau (50 points au vainqueur)
- 1er niveau (100 points au vainqueur)
- Championnats et finale (120 points au vainqueur)

| Course                           | Vainqueur          | Deuxième         | Troisième            |
| -------------------------------- | ------------------ | ---------------- | -------------------- |
| Montée du Grand Ballon           | Julien Rancon      | Emmanuel Meyssat | Georges Burrier      |
| Harakiri-Run                     | Ahmet Arslan       | Jonathan Wyatt   | David Schneider      |
| Course de montagne du Feuerkogel | Ahmet Arslan       | Isaac Kosgei     | Christopher Chebusit |
| Championnats du monde            | Samson Kiflemariam | Azerya Teklay    | Geoffrey Kusuro      |
| Course de Šmarna Gora            | Ahmet Arslan       | Jonathan Wyatt   | Robert Krupička      |

### Femmes
Peu d'athlètes étrangères sont présentes au départ du Grand Ballon, seule épreuve de 2e niveau. Marie-Laure Dumergues remporte la course devant sa compatriote Constance Devillers. L'Américaine Brandy Erholtz domine la course Harakiri-Run et termine avec plus de 4 minutes d'avance sur la Tchèque Michaela Mertová. La Britannique Lauren Jeska complète le podium. Andrea Mayr s'impose sur la course de montagne du Feuerkogel avec près de 4 minutes d'avance sur Anna Frost. La Polonaise Izabela Zatorska complète le podium. Andrea s'offre son troisième titre de championne du monde à Kamnik. Le podium est complété par Valentina Belotti et Martina Strähl. L'Autrichienne domine la course de Šmarna Gora terminant à plus de 2 minutes devant l'Italienne Antonella Confortola. La Slovène Mateja Kosovelj complète le podium. Andrea Mayr remporte ainsi le Grand Prix WMRA.
- 2e niveau (50 points au vainqueur)
- 1er niveau (100 points au vainqueur)
- Championnats et finale (120 points au vainqueur)

| Course                           | Vainqueur             | Deuxième             | Troisième        |
| -------------------------------- | --------------------- | -------------------- | ---------------- |
| Montée du Grand Ballon           | Marie-Laure Dumergues | Constance Devillers  | Kate Goodhead    |
| Harakiri-Run                     | Brandy Erholtz        | Michaela Mertová     | Lauren Jeska     |
| Course de montagne du Feuerkogel | Andrea Mayr           | Anna Frost           | Izabela Zatorska |
| Championnats du monde            | Andrea Mayr           | Valentina Belotti    | Martina Strähl   |
| Course de Šmarna Gora            | Andrea Mayr           | Antonella Confortola | Mateja Kosovelj  |

## Classements
| Rang          | Nom                    | Course 1 | Course 2 | Course 3 | Course 4 | Course 5 | Points |
| ------------- | ---------------------- | -------- | -------- | -------- | -------- | -------- | ------ |
| Médaille d'or | Ahmet Arslan           |          | 100      | 100      | 66       | 120      | 386    |
| 2             | Jonathan Wyatt         |          | 85       |          | 66       | 102      | 247    |
| 3             | David Schneider        | 33       | 75       |          | 32       | 84       | 224    |
| 4             | Roman Skalsky          | 18       | 40       | 70       |          | 60       | 188    |
| 5             | Robert Krupička        | 21       | 70       |          |          | 90       | 181    |
| 6             | Isaac Toroitich Kosgei |          | 65       | 85       |          |          | 150    |

| Rang          | Nom                  | Course 1 | Course 2 | Course 3 | Course 4 | Course 5 | Points |
| ------------- | -------------------- | -------- | -------- | -------- | -------- | -------- | ------ |
| Médaille d'or | Andrea Mayr          |          |          | 100      | 120      | 120      | 340    |
| 2             | Lauren Jeska         |          | 75       | 70       |          | 78       | 223    |
| 3             | Anna Frost           |          |          | 85       | 19       | 72       | 176    |
| 4             | Antonella Confortola |          |          |          | 72       | 102      | 174    |
| 5             | Mateja Kosovelj      |          |          |          | 78       | 90       | 168    |
| 6             | Marion Kapunscinksi  |          | 60       | 55       |          | 48       | 163    |